# アメリカ・ケイブダイビング協会
アメリカ・ケイブダイビング協会（アメリカ・ケイブダイビングきょうかい、The National Association for Cave Diving, 略称：NACD）は、世界最古の洞窟潜水専門教育機関。安全な洞窟潜水は教育とトレーニングより達成するとして、1968年に設立され、1969年5月15日に法人登録した。
ラリー・ブリエル（Larry Briel）、デイヴィッド・デゾーテルズ（David Desautels）、デイル・マロイ（Dale Malloy）、ギルバート・ミルナー（Gilbert Milner）、トム・マウント（Tom Mount）、ハル・ウォッツ（Hal Watts）の6人が1970年5月29日にNACDケイブダイビングインストラクターとなり、洞窟潜水のプログラムを確立させた。
1972年にNACDは、アメリカ洞窟学会（NSS）の洞窟潜水部門（NSS-CDS）、PSAI（The Professional Scuba Association International）、NAUI（The National Association of Underwater Instructors）テクニカルダイビング部門の設立に協力した。
1980年代にWKPP（The Woodville Karst Plain Project）を確立させた。
1985年にIAND（International Association of Nitrox Divers, 現IANTD）、1998年にGUE（Global Underwater Explorers）の設立に協力した。
現在はTDI（Technical Diving International）のトレーニング部門を管理する。

## 現役員
- 会長 - ジェフ・バウアー（Jeff Bauer）
- 副会長 - リック・マーカー（Rick Murcar）
- 会計 - ジム・ワイアット（Jim Wyatt）
- 委員会コーディネーター - トレイシー・グラブズ（Tracy Grubbs）
- トレーニングディレクター - ラリー・グリーン（Larry Green）
- インストラクターディレクター - ジェフ・バウアー（Jeff Bauer）、ジム・ワイアット（Jim Wyatt）、リチャード・ドレーアー（Richard Dreher III）
- ディレクター - リック・マーカー（Rick Murcar）、トレイシー・グラブズ（Tracy Grubbs）、バート・ウィルチャー（Bert Wilcher）

## 歴代役員
- 会長
  1. トム・マウント（Tom Mount）
  2. ジェフ・バウアー（Jeff Bauer）